# Let's go to the sea 〜OASIS〜
『Let's go to the sea 〜OASIS〜』（レッツ・ゴー・トゥー・ザ・シー オアシス）は、2003年7月2日に発売されたTUBEの40枚目のシングル。

## 概要
『めざましテレビ』とのタイアップにより、四季ごとに異なる4曲のテーマソングを製作することとなった。表題曲はその「春・夏・秋・冬」シングルの第2弾で、「夏」をイメージした楽曲。アルバム『OASIS』の先行シングルで、両曲とも同アルバムに収録された。
表題曲は野外ライブでは、2003年〜2004年・2007年・2009年・2011年・2018年と披露されている。
前作に続きレーベルゲートCDとして発表された。現在はレーベルゲートCD盤は廃盤となっており、CD-DAとして再発売されている。

## 収録曲
| 全作詞: 前田亘輝、全作曲: 春畑道哉。 |                                                  |           |            |                     |      |
| #                                    | タイトル                                         | 作詞      | 作曲・編曲 | 編曲                | 時間 |
| 1.                                   | 「Let's go to the sea 〜OASIS〜」                | 前田亘輝  | 春畑道哉   | TUBE 、大島こうすけ | 4:32 |
| 2.                                   | 「Summer Breeze」                                | 前田亘輝  | 春畑道哉   | TUBE                | 4:35 |
| 3.                                   | 「Let's go to the sea 〜OASIS〜 (Instrumental)」 | 前田亘輝  | 春畑道哉   | TUBE、大島こうすけ  | 4:30 |
| 合計時間:                            | 合計時間:                                        | 合計時間: | 13:37      |                     |      |

## 楽曲の収録アルバム
- OASIS (#1,2)
- Best of TUBEst 〜All Time Best〜 (#1)
- 35年で35曲 “夏と恋” ～夏の数だけ恋したけど～（#1、リミックス）
- All Singles TUBEst -White- (#1)

## タイアップ
Let's go to the sea 〜OASIS〜
- フジテレビ系「めざましテレビ」テーマソング

Summer Breeze
- ミスタードーナツ「ピングーとホリディ&ナイスディ 家族で、おさきに夏気分」イメージソング